# ジョージ・ウィリアム・オブ・グレートブリテン
ジョージ・ウィリアム・オブ・グレートブリテン（英語: Prince George William of Great Britain、1717年11月13日 - 1718年2月17日）は、グレートブリテン王国の王族。プリンス・オブ・ウェールズのジョージ（後の国王ジョージ2世）とキャロライン・オブ・アーンズバックの次男として生まれたが、わずか3か月と4日で死去した。

## 生涯
ジョージ・ウィリアム王子はロンドンのセント・ジェームズ宮殿で生まれた。父はジョージ1世の息子でプリンス・オブ・ウェールズのジョージ・オーガスタス（後の国王ジョージ2世）。母はブランデンブルク＝アンスバッハ辺境伯ヨハン・フリードリヒの娘キャロライン・オブ・アーンズバック。生まれてから26日後、ロンドン主教ジョン・ロビンソンの洗礼を受けた。名親は国王ジョージ1世、宮内長官のニューカッスル公爵、キャロラインの寝室第一女官のセント・オールバンズ公爵夫人だった。
ジョージ・ウィリアムの洗礼式は家族喧嘩の引き金になった。ジョージ・オーガスタス夫婦は息子の名前に「ルイス」（Louis）を考えており、プロイセン王妃（ジョージ・オーガスタスの妹）とヨーク・オールバニ公爵（ジョージ1世の弟）を名親にしようとした。しかし国王は名前に「ジョージ・ウィリアム」を選び、さらに慣例に従って宮内長官のニューカッスル公爵を名親の1人に指名した。ニューカッスル公爵を嫌っていたジョージ・オーガスタスは洗礼式にて言葉でニューカッスル公爵を侮辱、公爵はそれを決闘の申し入れと誤解した。ジョージ・オーガスタスは拳を突き出して「お前は悪党。ばらしてやる」（You are a rascal, but I shall find you out!）と言い、公爵が"I shall fight you!"と勘違いしたのであった。この洗礼式事件の結果、プリンス・オブ・ウェールズは宮廷から追放され、夫婦共々レスター・ハウスに移ったが、ジョージ・ウィリアムは宮廷にとどまった。キャロラインは心配で体調を崩し、国王の許可を得ずに秘密裏にジョージ・ウィリアムを訪れたときは昏倒したほどだった。1月には国王が折れてキャロラインが無制限で訪れることを許可した。さらに2月にジョージ・ウィリアムが病気に倒れると、国王はプリンス・オブ・ウェールズ夫婦にケンジントン宮殿で息子に付き添うことを許可した。後にジョージ・ウィリアムが病死すると検視が行われ、死因は母から引き離されたことではなく、心臓のポリープと判明した。
ジョージ・ウィリアムはわずか3か月で死去、父の即位を見ることはなかった。プリンス・オブ・ウェールズ夫婦は息子の死について、息子から引き離す命令を下した国王ジョージ1世を責めた。このことはジョージ・ウィリアムの死因にはならなかったが、ジョージ1世と息子の関係が悪化する結果になった。

## 称号
- 1717年11月13日 - 1718年2月17日：ジョージ・ウィリアム王子殿下（His Royal Highness Prince George William）[10][11]